# Кубичек, Жуселину
Жусели́ну Ку́бичек ди Оливе́йра (порт.-браз. Juscelino Kubitschek de Oliveira; 12 сентября, 1902, Диамантина, Минас-Жерайс, Бразилия — 22 августа 1976, Резенди, Рио-де-Жанейро, Бразилия) — бразильский государственный и политический деятель, президент Бразилии в 1956—1961 годах.
В должности президента Кубичек запомнился главным образом тем, что осуществил перенос столицы Бразилии из Рио-де-Жанейро в город Бразилиа.

## Начало карьеры
Жуселину Кубичек родился 12 сентября 1902 года в городе Диамантина в штате Минас-Жерайс. Его отец, Жуан Сезар ди Оливейра (1872—1905), был коммивояжёром и умер, когда его сыну было всего два года. Мать, Жулия (Юлия) Кубичек (1873—1971), работала учителем и имела чешско-цыганское происхождение. От неё Жуселину получил свою фамилию. Бразильские историки отмечают, что Жуселину был единственным в мире президентом, который имел цыганские корни.
Кубичек получил медицинское образование. Его политическая карьера началась в 1934 году, когда он стал депутатом законодательного собрания Минас-Жерайса. С 31 января 1950 по 31 марта 1955 года Кубичек был губернатором своего штата. Несмотря на то, что как политик Кубичек сформировался в эпоху Варгаса, он имел леволиберальные убеждения и выступал против тоталитарной формы правления.

## В должности президента
Кубичек был избран президентом в 1955 году. Во время предвыборной кампании он обещал за 5 лет обеспечить развитие страны, сопоставимое со сроком в 50 лет, что, конечно, характеризовало его как политика, не лишённого популизма. 31 января 1956 года он официально вступил в должность.
Став президентом, Кубичек обозначил программу быстрого скачка и начал активные реформы во всех сферах: экономика, образование, инфраструктура. Были уменьшены налоги на иностранный капитал. Бурными темпами стали развиваться машиностроение, автомобилестроение и другие наукоёмкие отрасли промышленности.
Как одну из важнейших задач своего правительства Кубичек провозгласил строительство новой столицы — города Бразилиа, которая должна была стать символом преобразований по всей стране. Официально столица была перенесена из Рио-де-Жанейро в Бразилиа 21 апреля 1960 года. Главным противником Кубичека являлся губернатор лидер правоконсервативных сил (и при этом бывший коммунист[значимость факта?]) Карлос Ласерда.

## Завершение карьеры
Ушёл с должности президента 31 января 1961 года. Новым президентом страны стал Жаниу Куадрус. После переворота 1964 года Кубичек (как и Куадрус) был лишён политических прав сроком на 10 лет.
22 августа 1976 года он погиб в автомобильной катастрофе.
В 2013 году специальная следственная комиссия, в состав которой входят члены городского совета Сан-Паулу пришла к выводу, что Жуселину Кубичек был жертвой заговора, организованного военной диктатурой. Полный доклад комиссии опубликован 10 декабря. При расследовании гибели Кубичека, который в момент смерти был влиятельной оппозиционной фигурой, комиссия обнаружила ложные записи в официальных документах, а также процессуальные ошибки и противоречия в официальных данных. Версию политического убийства подтверждают и показания свидетелей, в том числе водителя автобуса, с которым 22 августа 1976 года столкнулся автомобиль бывшего главы государства.
Согласно прежней официальной версии, автокатастрофа, в которой погиб Кубичек, была несчастным случаем, однако в стране долгое время ходили слухи о том, что её организовала военная хунта. Предполагалось, в частности, что Кубичека убили в рамках операции «Кондор», которую спецслужбы ряда латиноамериканских государств, в том числе бразильский ДОПС, проводили для уничтожения оппозиционных политиков.
Наряду с Кубичеком жертвой заговора считают его преемника Жуана Гуларта, скончавшегося в том же 1976 году. Смерть Гуларта по требованию его родственников также расследуют власти, в 2013 году его останки для этого эксгумировали.

## Память
В честь Кубичека назван муниципалитет Президенти-Кубичек в его родном штате Минас-Жерайс, а также мост и международный аэропорт в столице страны городе Бразилиа.